# Koninklijk Militair Hospitaal (Menen)

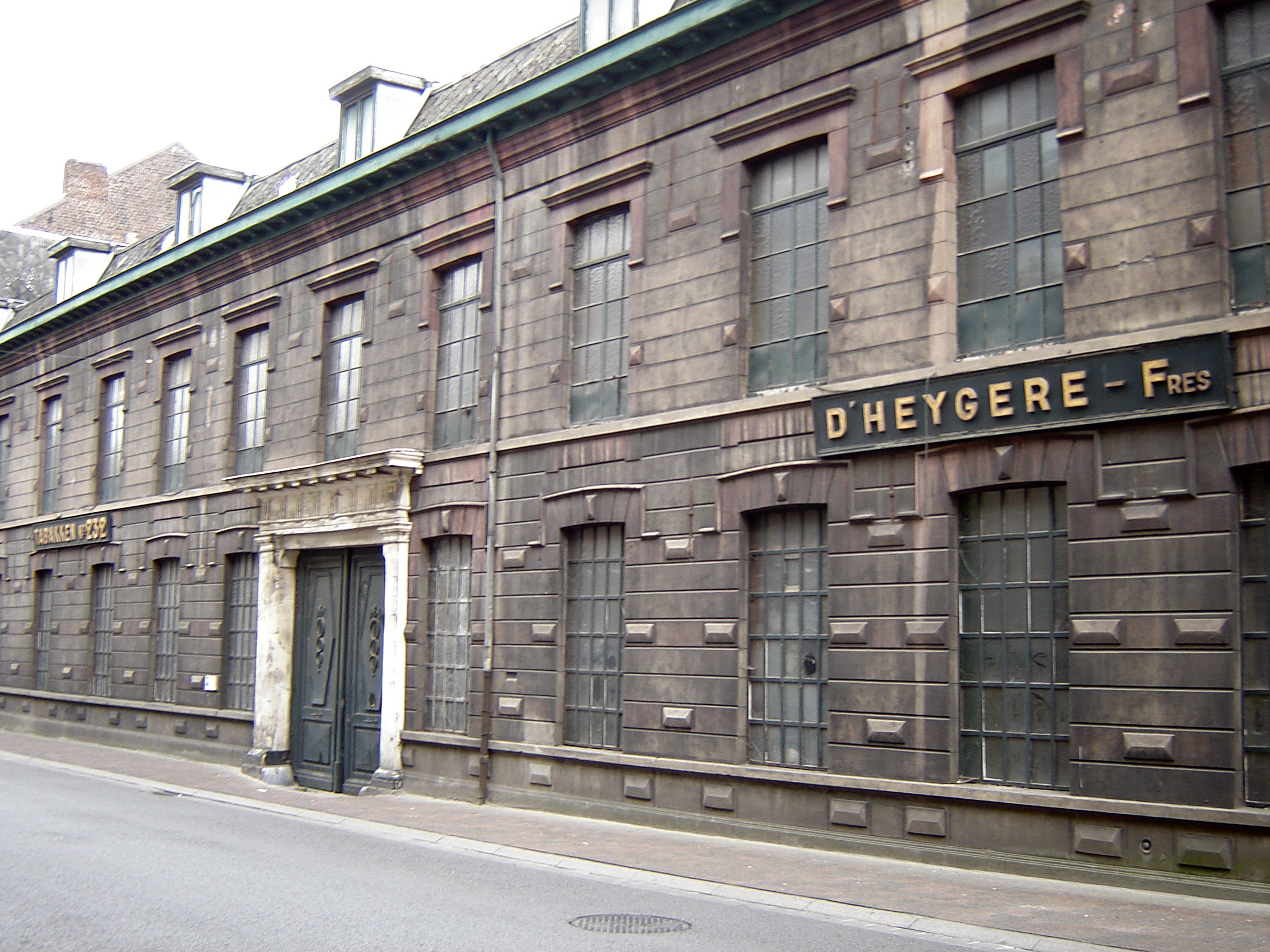
Tabaksfabriek D'heygere, leegstaand anno 2008

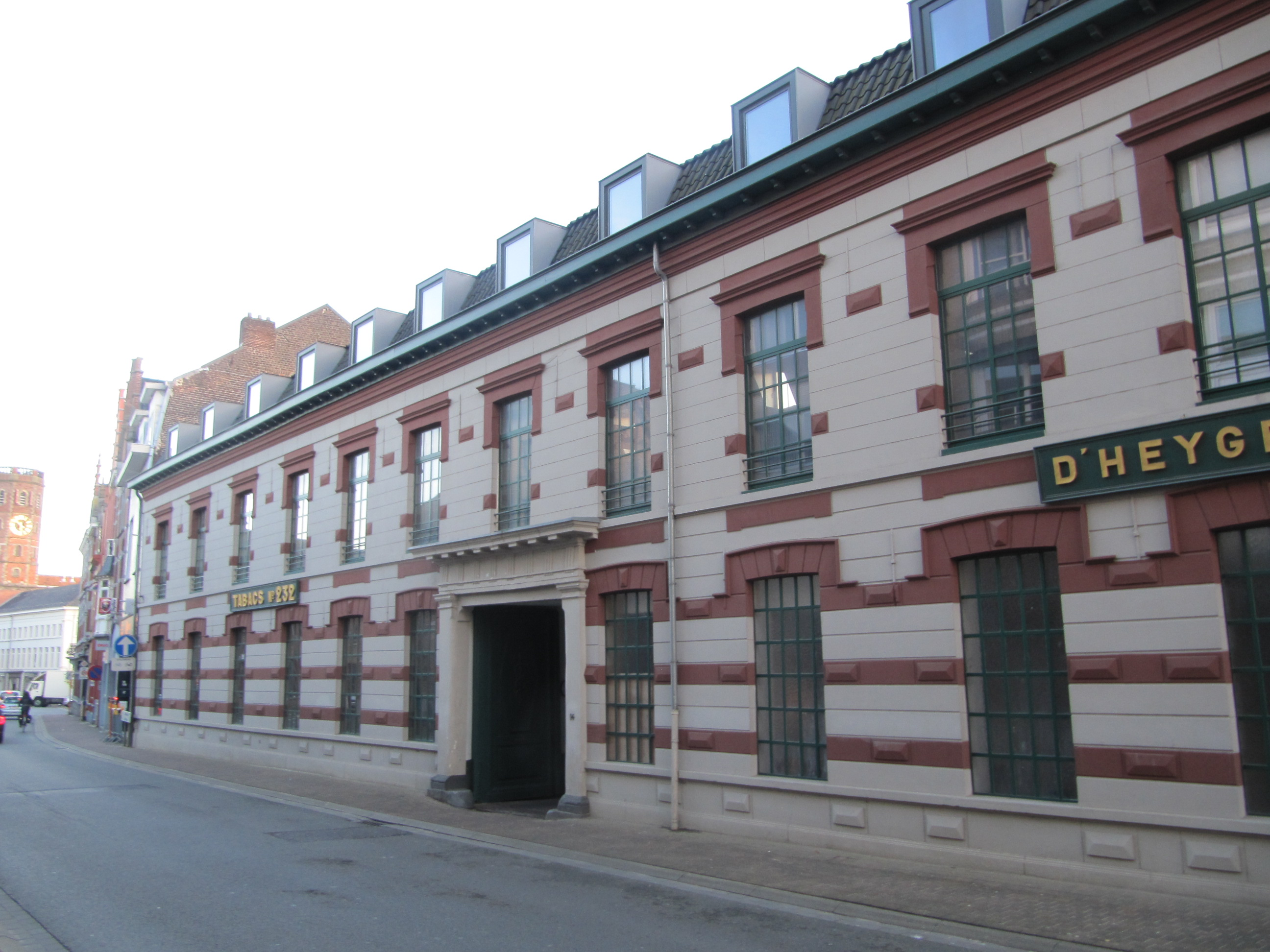
Tabaksfabriek D'heygere, woongebouw anno 2016

Het oude Franse militaire hospitaal was een militair hospitaal in de Belgische stad Menen. Daarna, diende het van 1830 tot 1991 als tabaksfabriek. Het pand, dat anno 2009 een classicistisch gebouwencomplex is rond een vierkante binnenkoer, heeft een veel langere geschiedenis. 

## Geschiedenis
De Franse koning Lodewijk XIV gaf zijn militair ingenieur Vauban de opdracht om Menen uit te bouwen tot een echte modelversterking (tweede helft 17de eeuw). Er werden poorten, wallen en bastions opgetrokken om de stad te beschermen. Binnen de muren van die versterkte stad kwamen er een hele reeks militaire gebouwen, waaronder een arsenaal, kruitmagazijnen, kazernes voor troepen, magazijnen voor levensmiddelen en ook een hospitaal. Het Koninklijke Hospitaal werd gebouwd in 1684. Het waren de kloosterzusters Bleuetten die instonden voor de verzorging van de soldaten. Later kwam er bij het hospitaal ook nog een lagere school, maar de Franse Revolutie  betekende het einde van zowel de ziekenverzorging, de lagere school als het klooster van de Bleuetten. Het hospitaal veranderde nog een paar keer van bestemming en werd vanaf 1830 ononderbroken tot 1991 gebruikt als tabaksfabriek, tabaksfabriek D'heygere genaamd.
Nadat het pand in 1995 eigendom werd van de stad Menen en in 2001 beschermd werd als monument, werd er in 2006 een herbestemmingsproject uitgewerkt waarbij de oude tabaksfabriek zal omgebouwd worden tot een woonsite met horecazaak.